# L'Etoile d'Or (Algérie)
L'Etoile d'Or algérien est une récompense footballistique, créée en 1993. Deux journaux sportifs algériens, Compétition (en langue française) et El-Kora (en langue arabe), organisent la cérémonie de l’étoile d’or qui récompense le meilleur footballeur algérien de l’année.

## Vainqueurs de l'Etoile d'Or
Ce trpophée remis au meilleur joueur de saison du Championnat d'Algérie de football.
| saison     | édition | Joueur                         | Club                     |
| ---------- | ------- | ------------------------------ | ------------------------ |
| 1993-1994  | 1e      |                                |                          |
| 1994-1995  | 2e      |                                |                          |
| 1995-1996  | 3e      |                                |                          |
| 1996-1997  | 4e      |                                |                          |
| 1997-1998  | 5e      |                                |                          |
| 1999-2000  | 6e      |                                |                          |
| 1999 -2000 | 7e      | Khaled Lounici                 | USM El Harrach           |
| 2000 -2001 | 8e      | Fayçal Badji Amar Lahcen Nazef | CR Belouizdad JS Kabylie |
| 2001 -2002 | 9e      | Brahim Zafour                  | JS Kabylie               |
| 2002 -2003 | 10e     | Amar Ammour                    | USM Alger                |
| 2003 -2004 | 11e     | Fayçal Badji                   | MC Alger                 |
| 2004 -2005 | 12e     | Billel Dziri                   | USM Alger                |
| 2005 -2006 | 13e     | Hamza Yacef                    | JS Kabylie               |

## Meilleur espoir
| saison     | Joueur                                                          | Club                                          |
| ---------- | --------------------------------------------------------------- | --------------------------------------------- |
| 2002 -2003 | Boubeker Athmani                                                | USM Annaba                                    |
| 2003 -2004 | Nassim Hamlaoui                                                 | JS Kabylie                                    |
| 2004 -2005 | Lazhar Hadj Aïssa Hocine Metref Sofiane Harkat Madjid Bougherra | ES Sétif USM Alger USM El Harrach FC Gueugnon |
| 2005-2006  | Hadj Bouguèche Mohamed Lamine Zemmamouche                       | MC Alger USM Alger                            |

## Meilleur gardien
Ce trpophée remis au meilleur gardien de saison du Championnat d'Algérie de football
| saison     | Gardien de but          | Club           |
| ---------- | ----------------------- | -------------- |
| 2002 -2003 | Slimane Ould Mata       | CR Belouizdad  |
| 2003 -2004 | Mohamed Samadi          | USM Blida      |
| 2004 -2005 | Mohamed Nassim Ousserir | NA Hussein-Dey |
| 2005-2006  | Lounes Gaouaoui         | JS Kabylie     |

## Meilleur buteur
Ce trpophée remis au meilleur buteur de saison du Championnat d'Algérie de football.
| saison     | Joueur           | Club       |
| ---------- | ---------------- | ---------- |
| 2002 -2003 | Moncef Ouichaoui | USM Alger  |
| 2003 -2004 | Adel El-Hadi     | USM Annaba |
| 2004 -2005 | Hamid Berguiga   | JS Kabylie |
| 2005-2006  | Hamid Berguiga   | JS Kabylie |

## Meilleur étranger
Ce trpophée remis au meilleur étranger de saison du Championnat d'Algérie de football.
| saison     | Joueur          | Club  |
| ---------- | --------------- | ----- |
| 2004 -2005 | Philippe Nankop | CABBA |

## Meilleur but de la saison
| saison     | Joueur           | Club     |
| ---------- | ---------------- | -------- |
| 2004 -2005 | Noureddine Deham | MC Alger |

## Meilleur joueur algérien à l'étranger
| saison    | Joueur      | Club       |
| --------- | ----------- | ---------- |
| 2005-2006 | Karim Ziani | FC Lorient |

## Équipe type
- 2004 -2005 Le "onze d'or"   : Ousserir (NAHD), Defnoun (ESS et ex-US Chaouia), Kechamli (ASO ex-MCO), Zafour (JSK), Belkaïd (USMA et ex-JSK), Chérif Abdesselam (NAHD), Maouche (MCA), Dziri (USMA), Philippe Nankop (CABBA), Berguiga (JSK) et Hadi Adel (USM Annaba).
- 2005-2006 Le "onze d'or" : Gaouaoui (JSK), Kheris (WA Tlemcen), Laifaoui (CR Belouizdad), Coulibaly (MCA), Benhacène (CAB), S.Keita (ESS), Metref (USMA), Hadj-Aissa (ESS), Djediat (PAC), Yacef (JSK), Amroune (CRB)[5].